# 天才少女福爾摩斯 (電影)
《天才少女福爾摩斯》（英語：Enola Holmes）是一部2020年英美合拍的懸疑冒險喜劇片，改編自南西·史賓格創作的小說《天才少女福爾摩斯1：消失的侯爵》。故事主要描述夏洛克·福爾摩斯的妹妹艾諾拉·福爾摩斯（Enola Holmes）的冒險旅程。電影由哈利·布萊德比爾執導，傑克·索恩編劇，米莉·芭比·布朗飾演主角艾諾拉並身兼監製。其他配角演員包括亨利·卡維爾、山姆·克拉弗林、海倫娜·寶漢·卡特、費歐娜·蕭和伯恩·戈曼。
該片於2020年9月23日在Netflix上線。電影獲得了評論家們普遍正面的評價，其中米莉·芭比·布朗的演出表現備受讚譽。它成為觀看次數最多的Netflix原創電影之一，估計有7600萬家庭在前4週觀看了這部電影。

## 劇情
知名的大偵探夏洛克·福爾摩斯的妹妹艾諾拉·福爾摩斯從小叛逆但智慧過人，且與母親關係親密；某日，為了尋找失蹤的母親而使艾諾拉踏上了冒險之旅。

## 演員
- 米莉·芭比·布朗飾演艾諾拉·福爾摩斯（Enola Holmes）
- 亨利·卡維爾飾演夏洛克·福爾摩斯
- 山姆·克拉弗林飾演邁克羅夫特·福爾摩斯
- 海倫娜·寶漢·卡特飾演尤多拉·福爾摩斯（Eudoria Holmes）
- 艾迪爾·阿克塔爾飾演雷斯垂德探長
- 費歐娜·蕭飾演哈里森女士（Miss Harrison）
- 法蘭西斯·狄·拉·托爾（英语：Frances de la Tour）飾演寡貴婦（The Dowager）
- 蘇西·沃科馬（英语：Susie Wokoma）飾演艾迪絲（Edith）
- 路易·帕特里奇飾演圖克斯伯里勳爵（Lord Tewkesbury）
- 伯恩·戈曼飾演林索昂（Linthorn）

## 製作
2019年2月，传奇影业正在開發南希·斯普林格創作的《天才少女福爾摩斯》系列小說的改編電影，由米莉·芭比·布朗主演，哈利·布萊德比爾擔任導演。6月，亨利·卡維爾、海倫娜·寶漢·卡特、山姆·克拉弗林、艾迪爾·阿克塔爾和費歐娜·蕭加入了演出陣容。山姆·克拉弗林、路易·帕里奇（Louis Partridge）、蘇西·沃科馬及伯恩·戈曼於7月參演，電影也於同月在倫敦進行主要拍攝。攝製也在貝德福德郡的盧頓胡進行。同時，丹尼爾·彭伯頓被聘來為電影配樂作曲。
布朗閱讀原著小說，並且立即與她姐姐討論她想要演艾諾拉，但她年紀還不夠老能扮演16歲的角色。她稍後告訴她父親應該能改拍成電影，並且與她先前合作《哥吉拉 II 怪獸之王》的傳奇影視合作。她與編劇傑克·索恩說她想要打破第四道牆。
柯南道爾遺產公司（Conan Doyle Estate）對持有發行權的Netflix提出訴訟，他們認為夏洛克·福爾摩斯不屬於公共領域而侵犯了版權。因該角的故事在1923年至1927年之間出版，而在那段時期出版的故事之版權仍歸該遺產公司所有。

### 配樂
2019年7月，丹尼爾·彭伯頓被請來創作電影配樂，而原聲帶則在2020年9月18日發行。

## 發行
華納兄弟因2019冠状病毒病疫情的影響而放棄將《天才少女福爾摩斯》在影院上映，Netflix而後於2020年4月獲得了該片的發行權，定於2020年9月23日上線。中國大陸則由传奇东方影业引進，在西瓜视频與全球同步播放。

## 續集
2020年9月，製作人與演員米莉·芭比·布朗與導演哈利·布萊德比爾表示他們想要發展續集的想法。2021年5月13日，續集計畫正式發表，導演布萊德比爾回歸執導，演員布朗和卡維爾回歸出演各自的角色。

## 外部連結
- 在Netflix上觀看《天才少女福爾摩斯》
- 互联网电影数据库（IMDb）上《天才少女福爾摩斯》的资料（英文）
- Conan Doyle Estate Ltd. v. Springer （页面存档备份，存于） docket on CourtListener
- 爛番茄上《天才少女福爾摩斯》的資料（英文）
- Metacritic上《天才少女福爾摩斯》的資料（英文）